# Onthophagus ludicrus
Onthophagus ludicrus är en skalbaggsart som beskrevs av Vladimir Balthasar 1969. Onthophagus ludicrus ingår i släktet Onthophagus och familjen bladhorningar. Inga underarter finns listade i Catalogue of Life.